# Arvlingen
Arvlingen är en sjö i Smedjebackens kommun i Dalarna och ingår i Dalälvens huvudavrinningsområde. Sjön har en area på 0,0584 kvadratkilometer och ligger 200 meter över havet.

## Delavrinningsområde
Arvlingen ingår i det delavrinningsområde (667801-149711) som SMHI kallar för Utloppet av Stora Norn. Medelhöjden är 222 meter över havet och ytan är 43,67 kvadratkilometer. Räknas de 6 avrinningsområdena uppströms in blir den ackumulerade arean 65,73 kvadratkilometer. Lustån (Fiskbäcksån) som avvattnar avrinningsområdet har biflödesordning 2, vilket innebär att vattnet flödar genom totalt 2 vattendrag innan det når havet efter 160 kilometer. Avrinningsområdet består mestadels av skog (69 procent). Avrinningsområdet har 6,77 kvadratkilometer vattenytor vilket ger det en sjöprocent på 15,5 procent.